# Refuge de l'Ortu di u Piobbu
Le refuge de l'Ortu di u Piobbu est un refuge situé en Corse dans le massif du Monte Cinto, sur le territoire de la commune de Calenzana.

## Caractéristiques
Le site du refuge occupe une crête vers 1 520 m d'altitude, à l'amont de la vallée de Melaghia. À la suite de la destruction du bâtiment principal, ses infrastructures se limitent à une zone de bivouac, des locaux techniques et sanitaires, et un abri temporaire gardés de mai ou juin à septembre ou octobre. Les dates d'ouverture et de fermeture n'étant pas définies à l'avance, il faut se renseigner sur le site du parc naturel régional de Corse pour obtenir les informations exactes.

## Historique
Un refuge de 32 places a été bâti en 1986 à proximité de bergeries en ruines, à la suite d'une modification du tracé du GR20 qui auparavant évitait la vallée de Melaghia.
Une réhabilitation du refuge avait été planifiée dès 2015,. Le 4 mai 2019, un incendie a détruit le bâtiment principal qui abritait dortoir et cuisine. Sa reconstruction est prévue en 2021.

## Accès
Le refuge est accessible à pied par le GR20, dont il constitue l'unique hébergement entre Calenzana au nord et le refuge de Carozzu au sud. Un autre sentier pédestre remonte la vallée de Melaghia depuis la maison forestière de Bonifatu jusqu'au refuge, puis poursuit vers le col et la vallée de Tartagine.

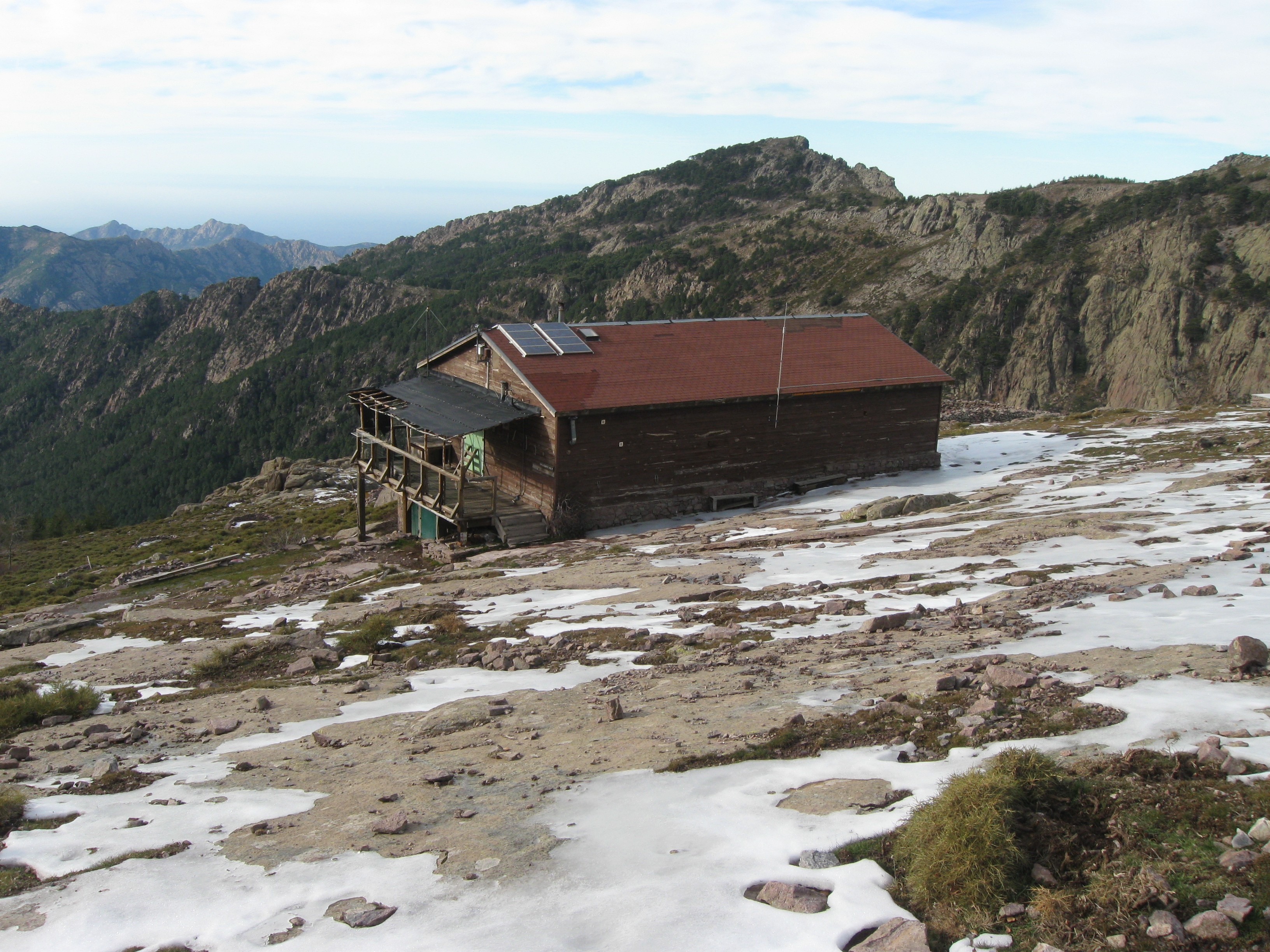
Le refuge de l'Ortu di u Piobbu en 2015.
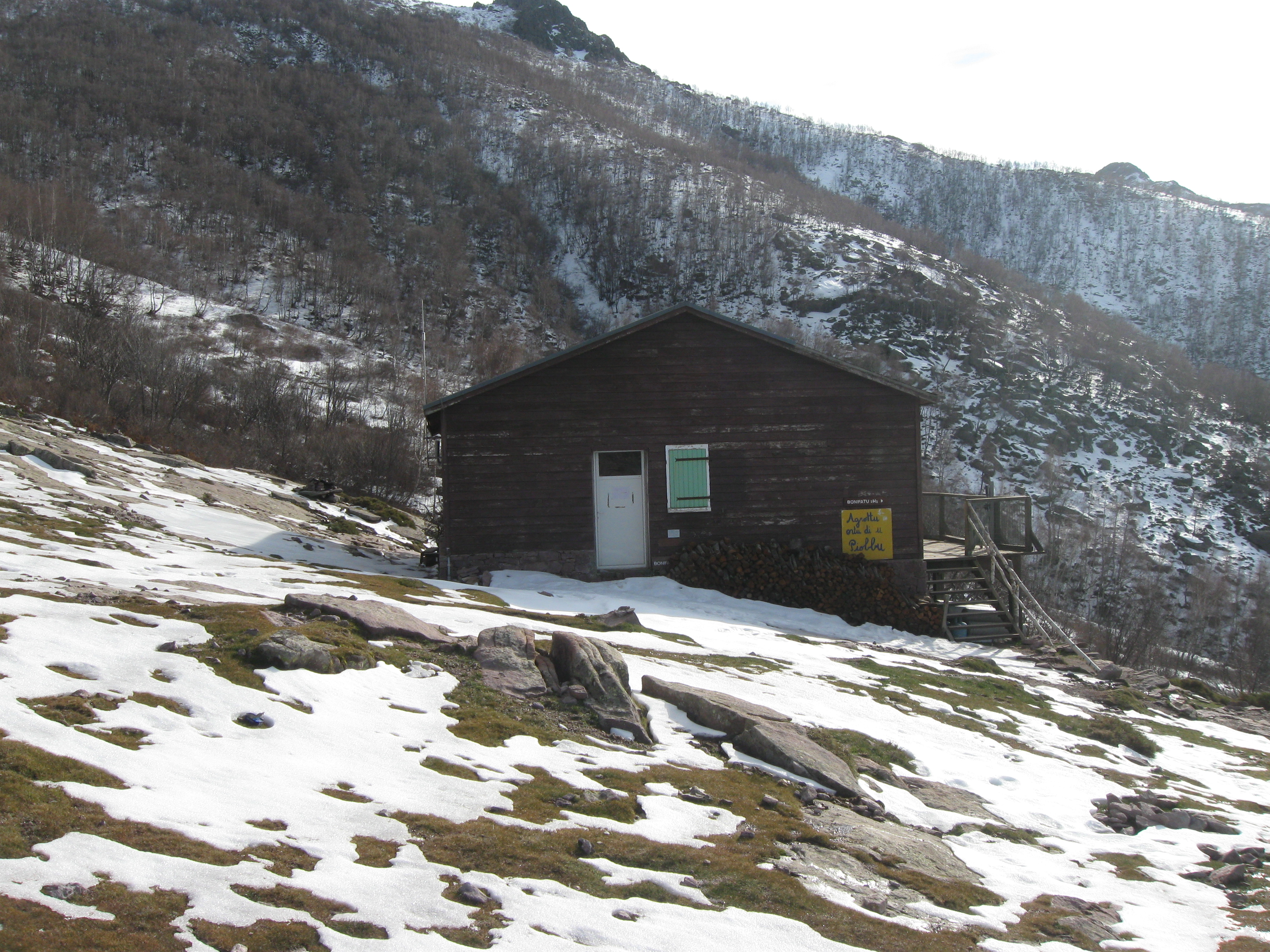
Le refuge de l'Ortu di u Piobbu en 2015.
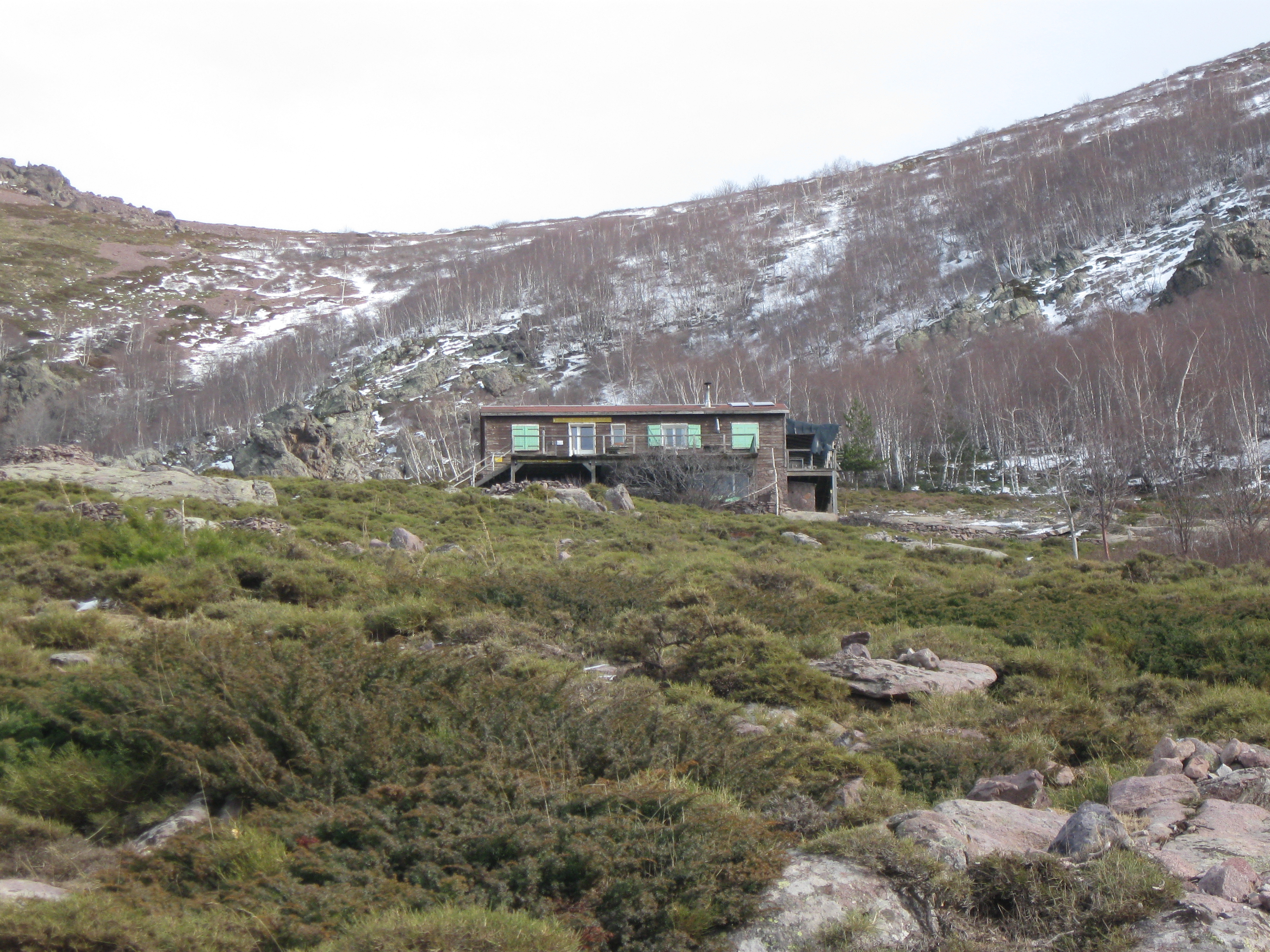
Le refuge sous le col de Tartagine (1 850 m).
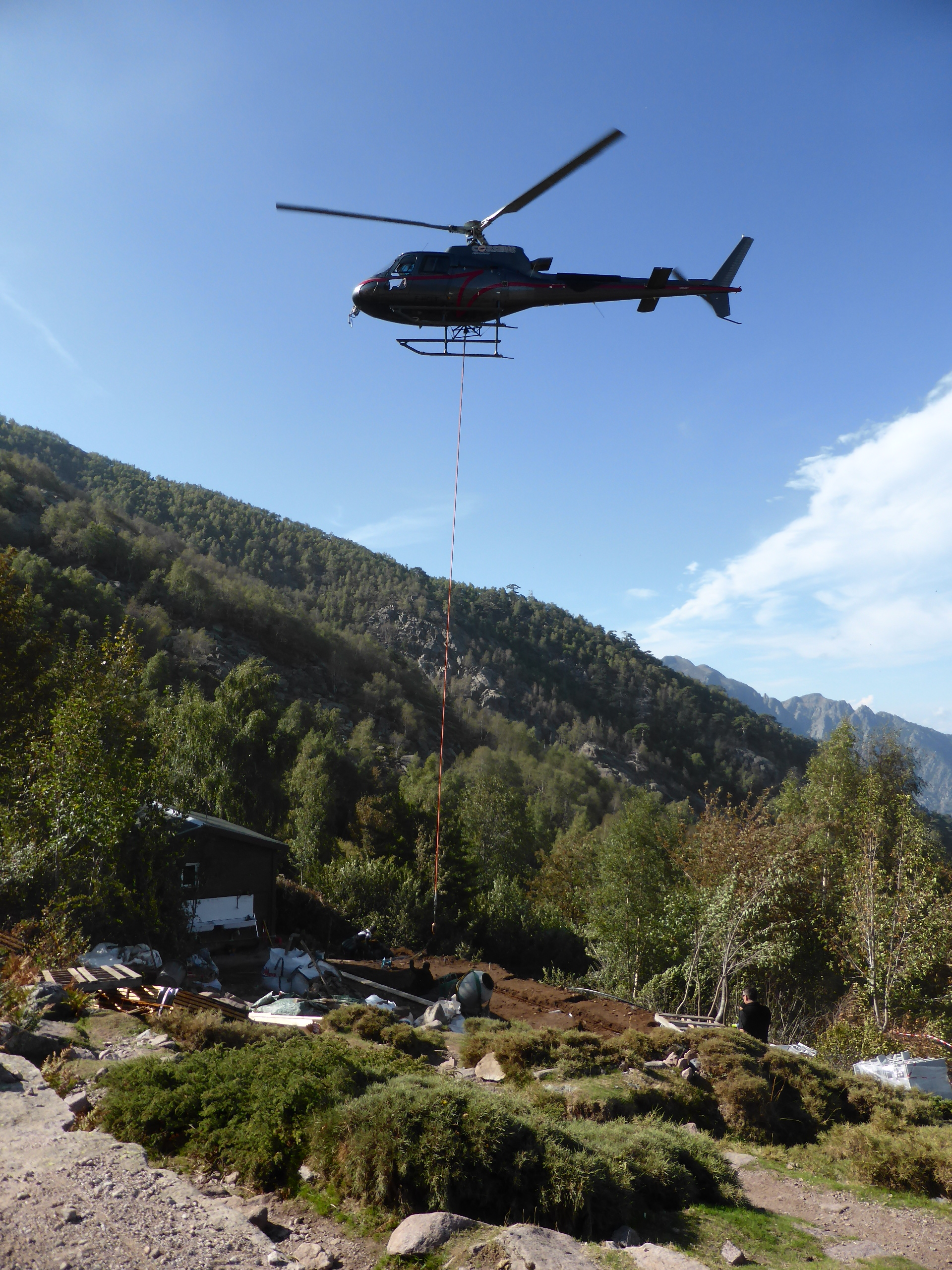
Hélitreuillage au refuge de l'Ortu di u Piobbu.